# Charles Buchwald
Charles von Buchwald (Sahl, Viborg, 22 d'octubre de 1880 – Hørsholm, Hovedstaden, 19 de novembre de 1951) va ser un futbolista danès que va competir a cavall del segle xix i el segle xx. Jugà com a defensa i en el seu palmarès destaquen dues medalles de plata en la competició de futbol dels Jocs Olímpics de Londres de 1908 i d'Estocolm de 1912 i la d'or als Jocs Intercalats d'Atenes el 1906.
A la selecció nacional jugà un total de 7 partits, en què no marcà cap gol.